# Miraguà fals
El miraguà fals (Araujia sericifera) és una planta ornamental perenne que pertany a la família de les apocinàcies. Va ser descrita l'any 1817 pel botànic portuguès Félix Avelar Brotero. Uns altres noms són: miraguà de jardí, miraguà bord, mata de la seda, aràujia.
Des del 2012 està catalogada com a espècie exòtica invasora arreu del territori espanyol. Entre altres, això implica que està prohibit comercialitzar-la i introduir-la al medi natural. Tampoc es poden reintroduir exemplars que hagin estat extrets de la natura.

## Nomenclatura
El nom del gènere (Araujia) deriva d'António de Araújo e Azevedo primer compte de Barca (1754–1817), un aficionat a la botànica portuguès. L'epítet específic llatí sericifera significa «que porta seda» i es refereix als seus pèls sedosos que envolten les llavors.

## Morfologia

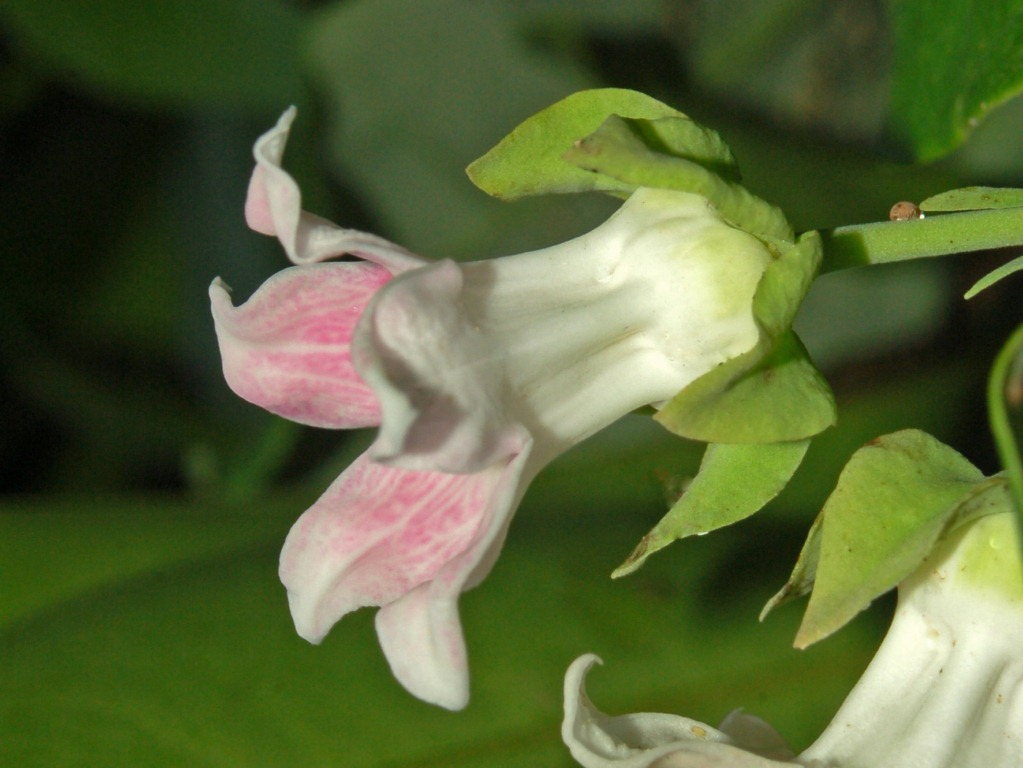
Flor dAraujia sericea en vista lateral

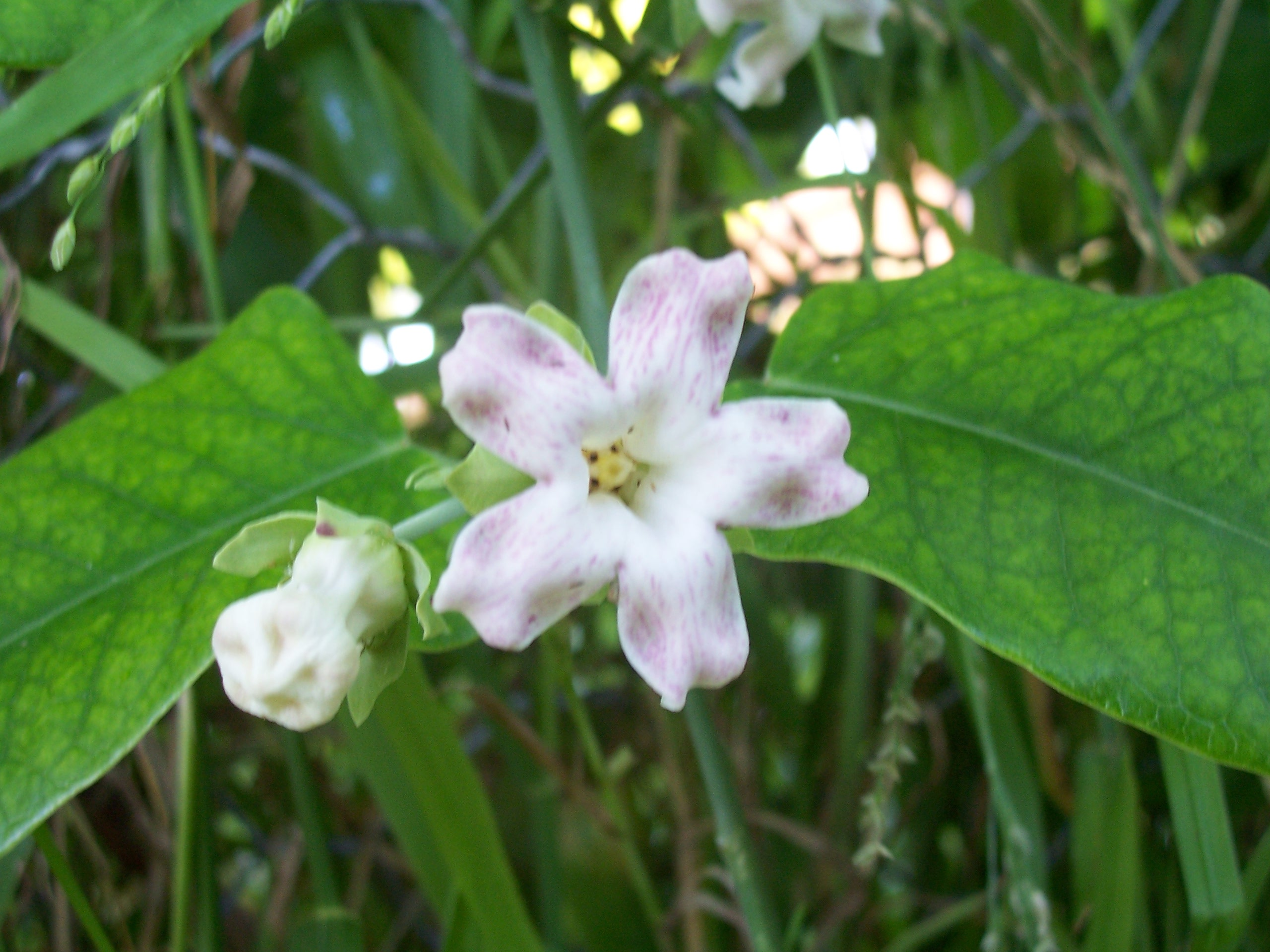
Flors

Araujia sericifera és una liana que fa fins a 5-7 m de llarg. Si es trenca, la planta treu una substància lletosa. Les fulles són oposades, de color verd fosc i carnoses, gairebé triangulars i fan 10-12 mm de llargada. Les flors, en forma de calze, són hermafrodites i fragants, fan uns 2 cm de diàmetre amb colors diversos. Els seus fruits són grans tavelles de 8-10 cm de llargada. Contenen moltes llavors negres.
És capaç d'ofegar els arbres més alts fins que els mata. També causa molts problemes a l'agricultura, pel seu ràpid creixement. S'emparra fàcilment sobre qualsevol suport, especialment tanques i arbres. Competeix amb els tarongers per l'aigua, els nutrients i la llum, i acaba per tapar-los. Per tot això està prohibida la seva introducció al medi natural.

## Distribució
És una planta nativa d'Amèrica del Sud introduïda a Europa i altres llocs com a planta ornamental però actualment es considera una planta nociva i invasora. És problemàtica per a la fructicultura, i a molts espais naturals i parcs de Catalunya i del País Valencià, i a més llocs del món.

## Galeria

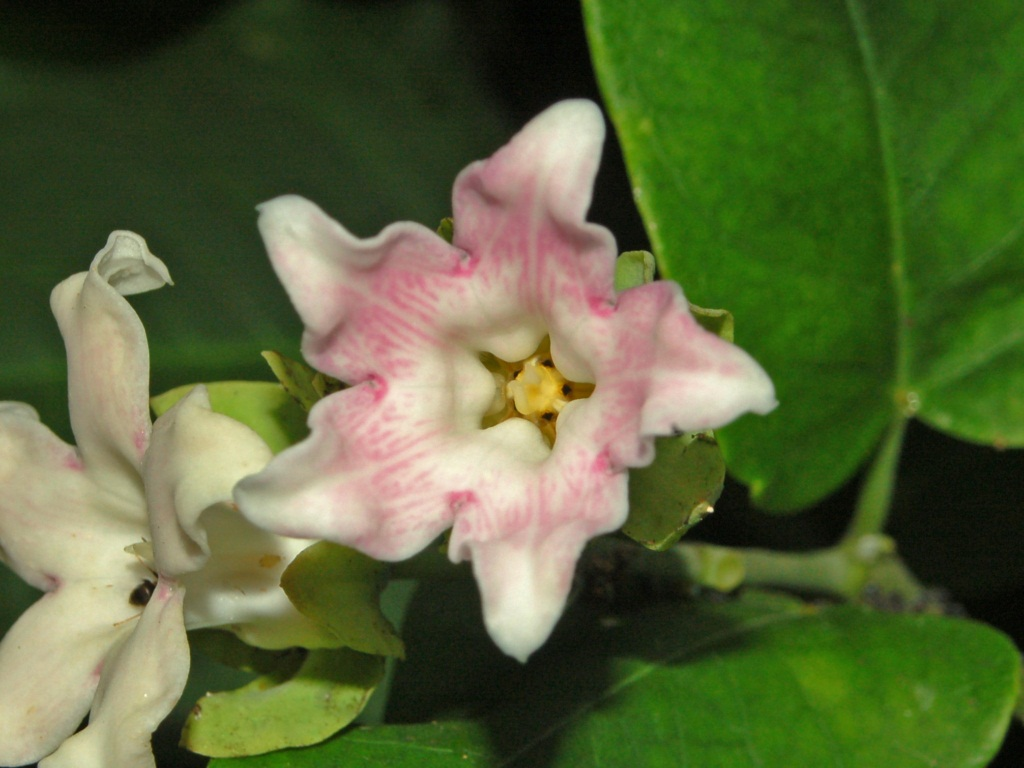
Flor d'Araujia sericifera
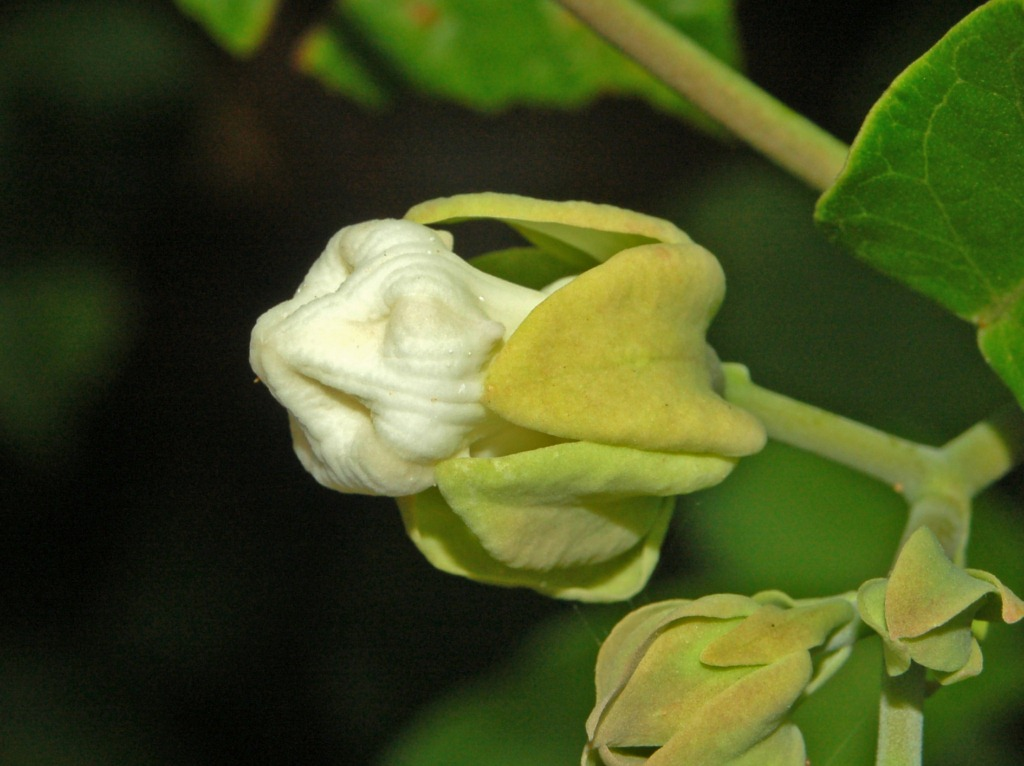
Borró d'Araujia sericea
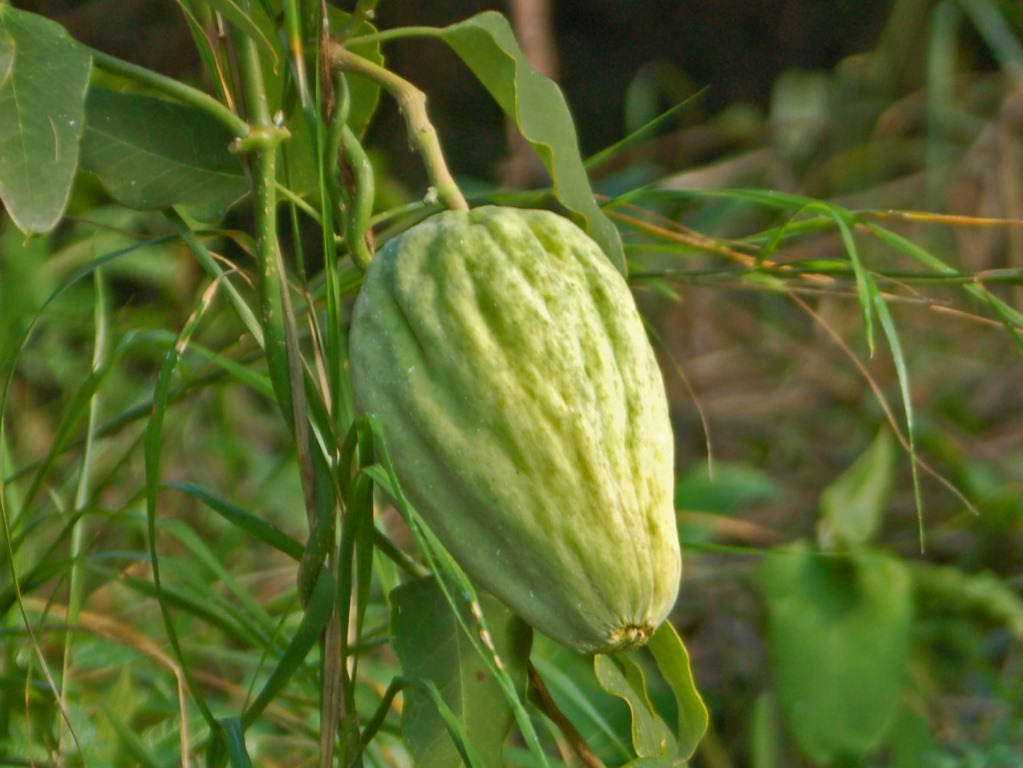
Fruit d'Araujia sericea
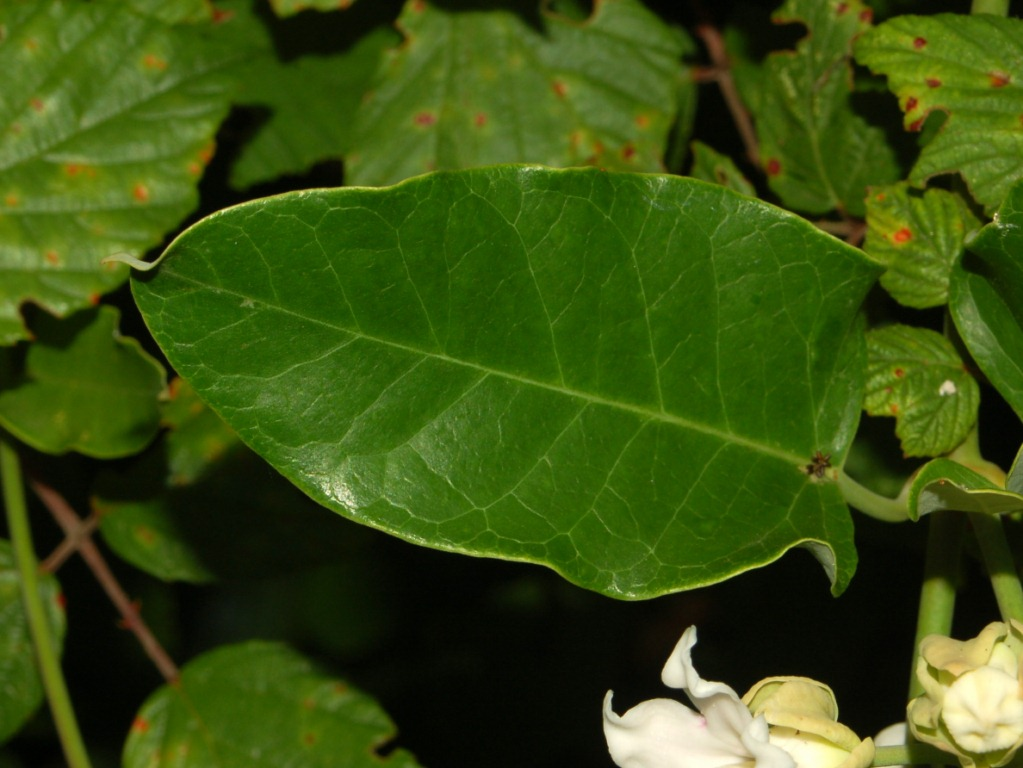
Fulla d'Araujia sericea
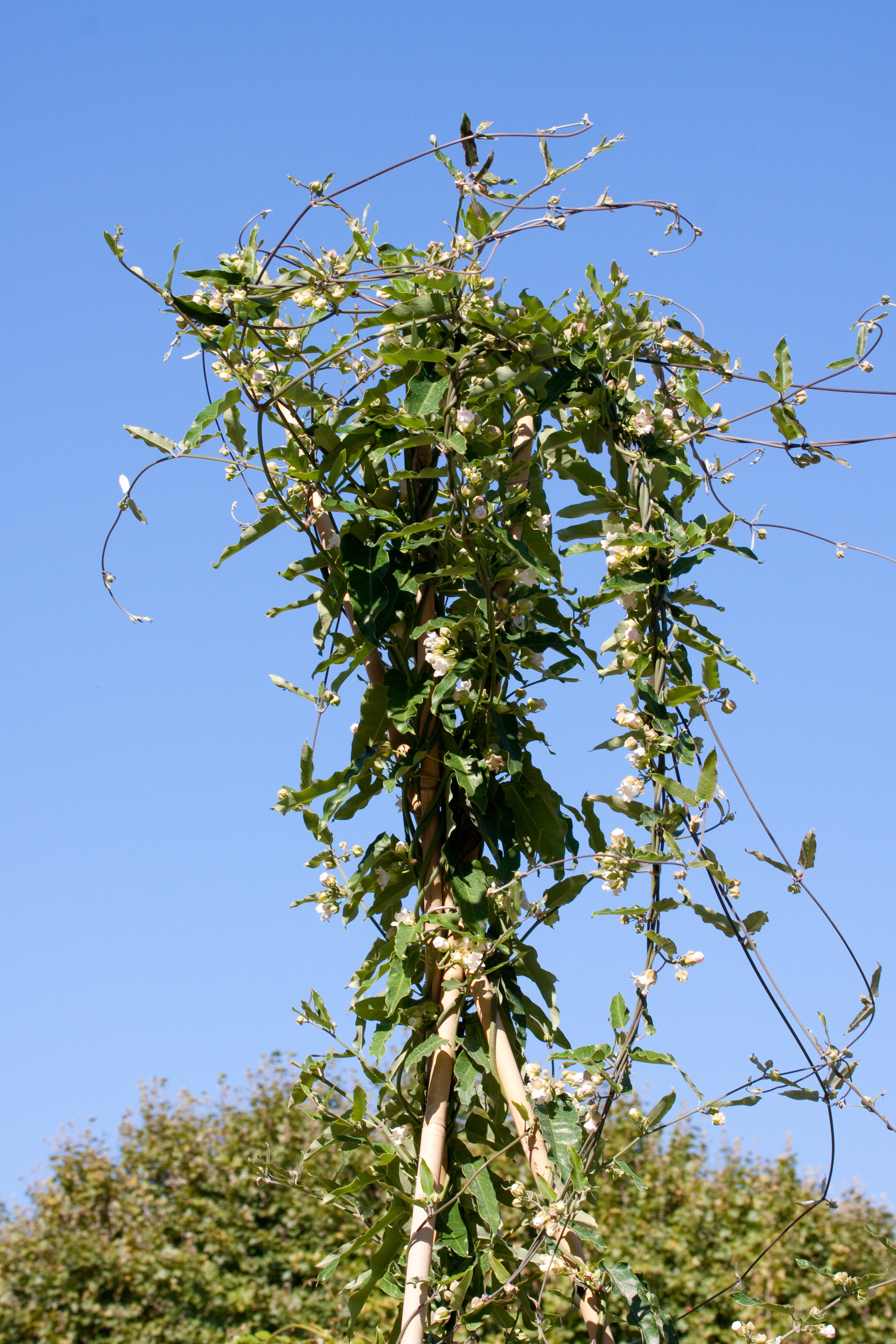
Hàbit d'Araujia sericea